# Glostrup

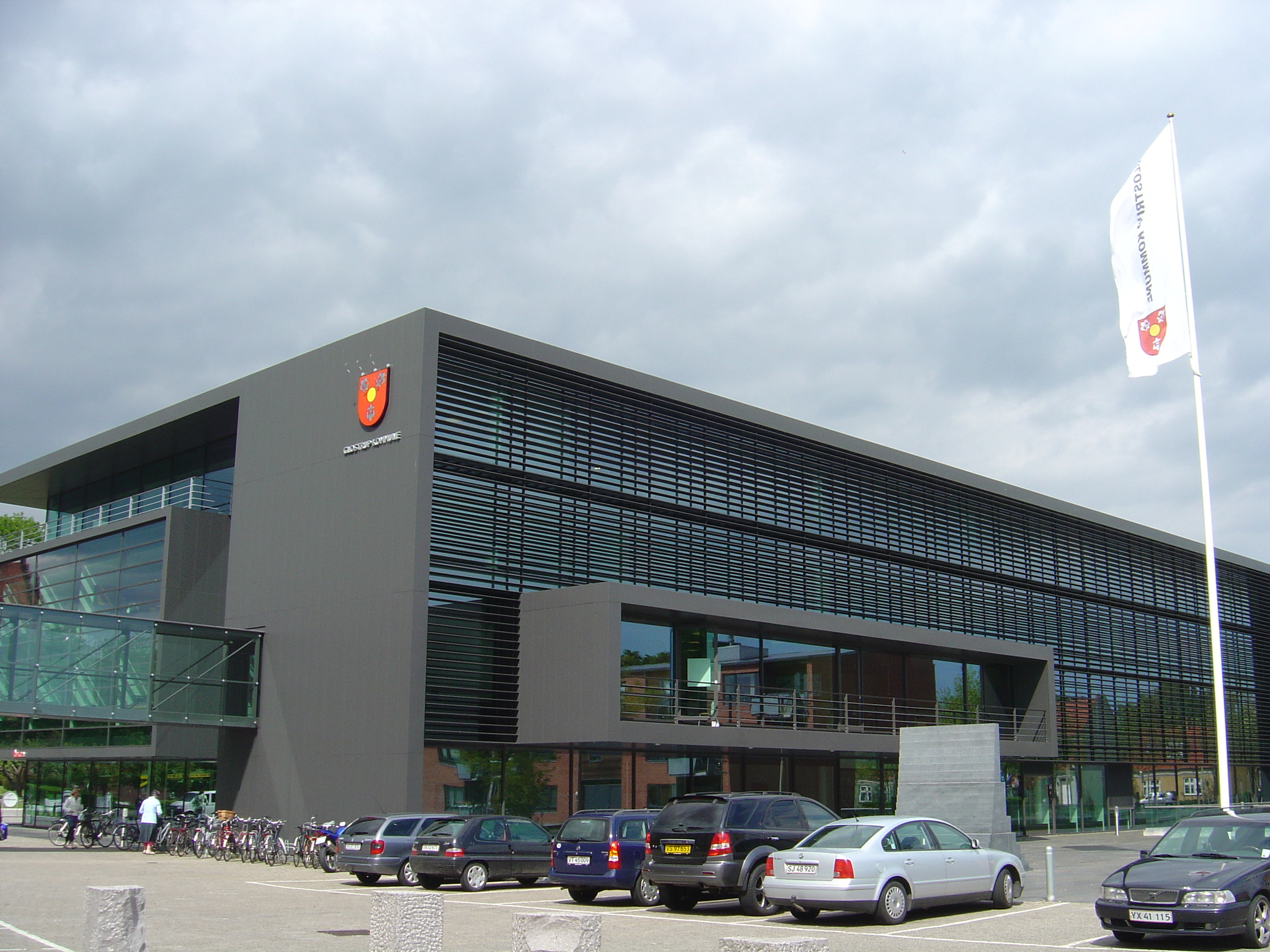
Glostrup Stadhuis.

Glostrup is een gemeente in de Deense regio Hoofdstad (Hovedstaden) en telt 22.528 inwoners (2017).
Glostrup wordt bij de herindeling van 2007 niet samengevoegd maar blijft een zelfstandige gemeente.

## Geboren
- Henry Hansen (1902-1985), wielrenner
- John Frandsen (1948), voetballer
- Søren Busk (1953), voetballer
- Jan Sørensen (1955-2024), voetballer
- Michael Mortensen (1961), tennisser
- Claus Christiansen (1967), voetballer
- Nicolaj Kopernikus (1967), acteur
- Margrethe Vestager (1968), politicus
- René Henriksen (1969), voetballer
- Ronnie Ekelund (1972), voetballer
- Jonas Aaen Jørgensen (1986), wielrenner
- Lasse Schöne (1986), voetballer
- Martin Hansen (1990), voetballer
- Anne Mette Hansen (1994), handbalster
- Anita Madsen (1995), kunstschaatsster

Albertslund · Allerød · Ballerup · Bornholm · Brøndby · Dragør · Egedal · Fredensborg · Frederiksberg · Frederikssund · Furesø · Gentofte · Gladsaxe · Glostrup · Gribskov · Halsnæs · Helsingør · Herlev · Hillerød · Høje-Taastrup · Hørsholm · Hvidovre · Ishøj · København · Lyngby-Taarbæk · Rødovre · Rudersdal · Tårnby · Vallensbæk
- Gemeinsame Normdatei: 4604247-7
- Library of Congress Control Number: no2008181390
- MusicBrainz: 52f0a206-9072-4a32-a209-db721b8606c1
- Virtual International Authority File: 154000116